# نیروگاه ارده
نیروگاه ارده جزو طبقه‌بندی نیروگاه‌های کوچک و متوسط ایران است. این نیروگاه با قدرت ۰٫۱۲۵ مگاوات انرژی تولیدی خود را به شبکه برق کشور ایران تزریق می‌کنند.
نکته مهم دربارهٔ این نیروگاه این است که نیروگاه ارده به صورت ایزوله در منطقهٔ شهرستان رضوانشهر و روستای ارده قرار دارد و به شبکه برق سراسری ایران متصل نیست.